# 穆顿-迪韦内站
穆顿-迪韦内站（法語：Mouton-Duvernet）是巴黎地鐵4號線的一個車站，位於巴黎14區，得名于纪念雷吉斯·巴泰勒米·穆顿-迪韦内将军的穆顿-迪韦内路。穆顿-迪韦内站開業於1909年10月30日。

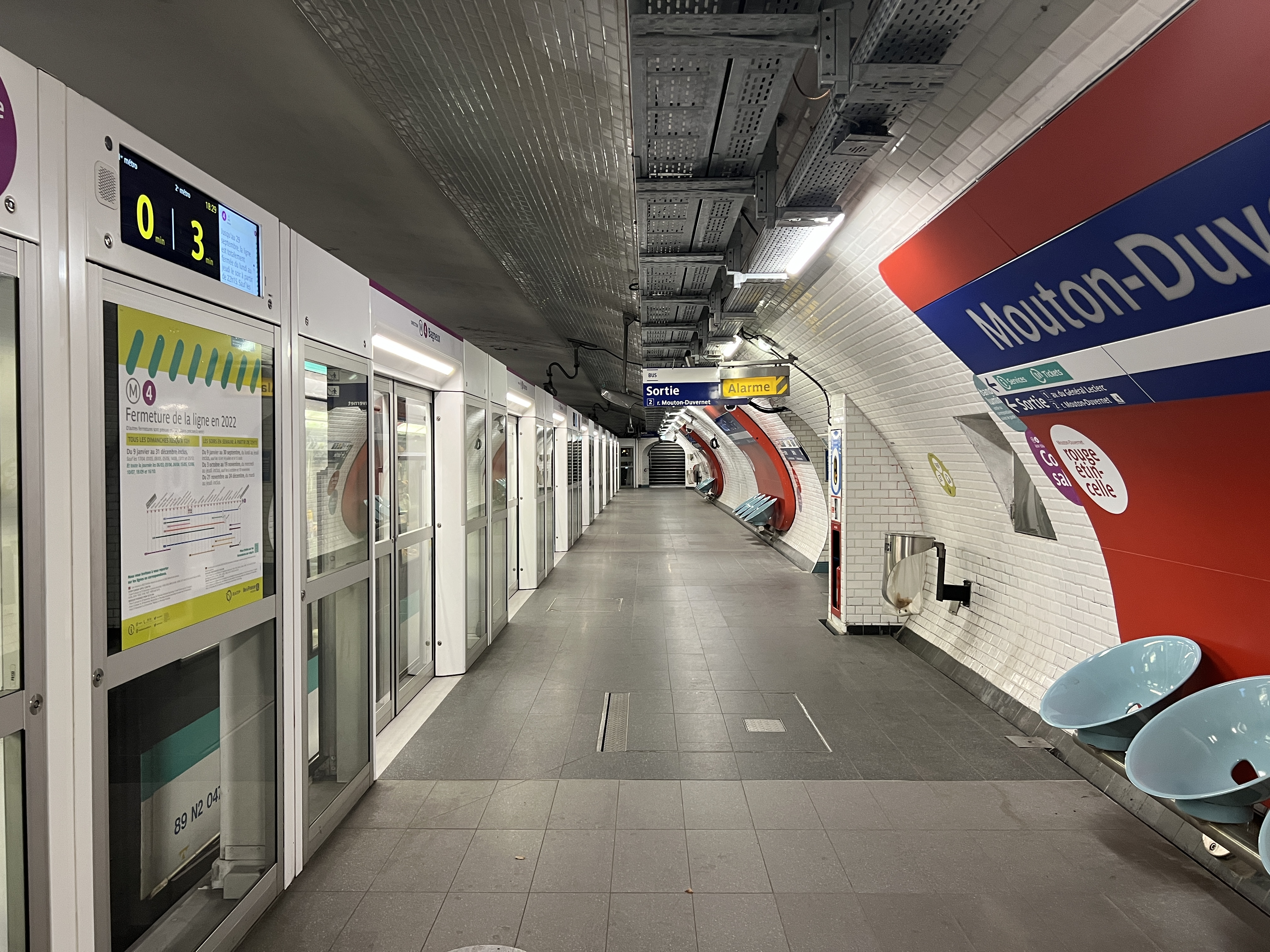
月台 (2022年7月)

## 車站結構
| 街道   |                    |                                   |
| B1     | 月台連接夾層       |                                   |
| 月台層 | 側式月台，右側開門 | 側式月台，右側開門                |
| 月台層 | 北行               | 往克利尼昂库尔门（当费尔-罗什罗） |
| 月台層 | 南行               | 往巴涅-露西·奧布拉克（阿莱西亚）  |
| 月台層 | 側式月台，右側開門 |                                   |